# Аргей
Аргей (др.-греч. Αργαίος, лат. Argaeus) — македонский царь, правивший в VII веке до н. э.
Согласно Геродоту и Юстину, Аргей был сыном царя Пердикки, вторым в династии Аргеадов.
Ещё одно упоминание об Аргее встречается у Полиэна:
«В правлении македонского царя Аргея тавлантии (иллирийское племя) с своим царем Галавром совершили набег на Македонию. Аргей, чьи силы были крайне малы, направил македонских девушек показаться приближающимся тавлантиям с горы Еребойи. Они так и сделали; в большом количестве выбежали с вершины горы, прикрывая лица венками и размахивая тирсами [культовые палки] вместо копий. Галаур, испугавшись их многочисленности и предполагая в них мужчин, дал приказ отступать, после чего тавлантии, бросая своё оружие и всё, что может помешать спасению, ударились в бегство. Аргей после победы без опасностей битвы воздвиг храм Дионисию [богу].»
По Евсевию Кесарийскому Аргей правил 38 лет.